# Pädagogische Hochschule Schwyz

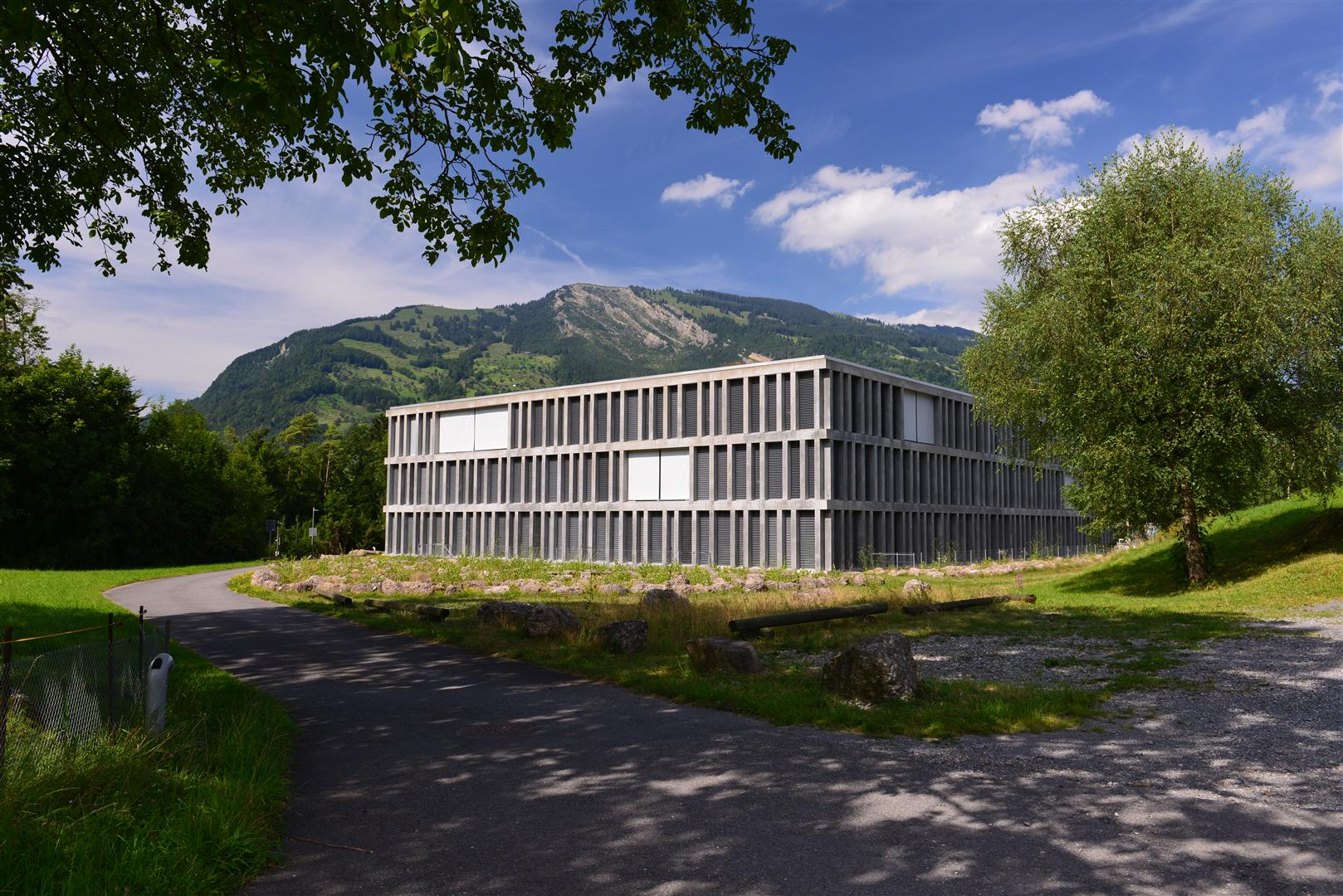
Gebäude der Pädagogischen Hochschule Schwyz in Goldau

Die Pädagogische Hochschule Schwyz (PHSZ) ist eine eigenständige Pädagogische Hochschule  mit Standort in Goldau im Kanton Schwyz. Sie ist per 1. August 2013 aus der ehemaligen Teilschule Schwyz der Pädagogischen Hochschule Zentralschweiz (PHZ) hervorgegangen, da per Juli 2013 das PHZ-Konkordat der sechs zentralschweizerischen Kantone aufgelöst wurde.
Im September 2019 erlangte die Pädagogische Hochschule Schwyz als erste Deutschschweizer Hochschule die institutionelle Akkreditierung gemäss dem Hochschulförderungs- und -koordinationsgesetz ohne Auflagen.
Das Angebot der PHSZ umfasst:
- Ausbildung zur Lehrperson: Bachelorstudiengänge Kindergarten-Unterstufe und Primarstufe als reguläres Studium, Flexibles Studium oder Fernstudium, in Voll- oder Teilzeit (abhängig von der Stufe); Stufenerweiterung (Kindergarten- oder Primarstufe); Vorbereitungskurs auf das Bachelorstudium
- Joint Degree Masterstudiengang in Fachdidaktik Medien und Informatik in Kooperation mit der Pädagogischen Hochschule Luzern, der Hochschule Luzern – Informatik und der Universität Zürich
- Weiterbildungen: CAS- und DAS-Studiengänge, Kurse und individuelle Weiterbildungen
- Dienstleistungen: Bibliothek mit Standort in Goldau und Pfäffikon, Fachstelle für computer- und internetgestütztes Lernen (facile), Fachstelle Theaterpädagogik, Fachstelle PersonalEntwicklung, Beratungen und Coachings
- Forschung und Entwicklung: Institut für Medien und Schule (IMS), Institut für Professionsforschung und Personalentwicklung (IPP), Institut für Unterrichtsforschung und Fachdidaktik (IUF), Offenes Forschungsprogramm (OFP)

## Schwerpunkt «Lernen mit digitalen Medien»
Die Hochschule besitzt einen besonderen Ausbildungs- und Forschungsschwerpunkt im Bereich des Lernens mit digitalen Medien.
In der Ausbildung bietet die Pädagogische Hochschule Schwyz seit Herbst 2024 als erste Schweizer PH den Bachelorstudiengang Primarstufe neben dem regulären Studium zusätzlich als Fernstudium an. Dabei werden gut zwei Drittel der gesamten Ausbildung im Selbststudium mit Hilfe digitaler Medien absolviert, der verbleibende Teil findet in Form von Präsenzlehre (vor Ort und online) und Praktika statt. Auch in den anderen Studienformaten setzt die PHSZ auf Blended-Learning-Module.
In der Forschung befasst sich das Institut für Medien und Schule (IMS) mit dem Einsatz von digitalen Medien in der Schule. Neben empirischen Untersuchungen werden dabei auch für Schulen nutzbare Webangebote (iLearnIT) entwickelt. Für internationales Interesse über die Forschungscommunity hinaus hat das iPhone-Projekt der Projektschule Goldau gesorgt, wo europaweit erstmals eine 1:1-Ausstattung mit Smartphones in einer Primarschule erprobt wurde.